# Тритон Ейба
Тритон Ейба (Hynobius abei) — вид земноводних з роду Кутозубий тритон родини Кутозубі тритони.

## Опис
Загальна довжина становить 8,2—12,2 см. Голова масивна. Тулуб короткий та товстий. Має 11—13 реберних борозен. Кінцівки короткі з 5 пальцями. Хвіст кілеподібний. Забарвлення коливається від червоно-коричневого до чорно-коричневого кольору, з рідкісними сріблястими або блакитними крапочками.

## Спосіб життя
Полюбляє вторинні бамбукові або листяні ліси. Активний уночі. Живиться дощовими хробаками, павуками, равликами, комахами і водними безхребетними.
Статева зрілість настає у 2—3 роки. З початку парування щоки самців набухають, завдяки чому голова виглядає дещо трикутною. Відкладання яєць відбувається у листопаді-грудні. Розмноження відбувається у дрібних лісових струмках, які не замерзають взимку і досить прохолодні влітку. У кладці зазвичай від 26 до 109 яєць, які розміщені у двох слизових мішечках. Самець залишається близько кладки деякий час. Личинки розвиваються під снігом дуже швидко. Молоді тритони з'являються ранньою весною, як тільки сходить сніг. Метаморфоз відбувається в червні-липні, іноді в серпні.

## Розповсюдження
Мешкає на о.Хонсю (Японія).